# Пеликан (футбольный клуб, Лович)
«Пеликан» Лович (пол. Pelikan Łowicz) — польский футбольный клуб из города Лович. В настоящее время выступает в Третьей лиге. Клуб был основан в апреле 1945 года в результате слияния футбольных команд, сформировавшихся на оккупированной территории.

## История
В сезоне 1990/91 команда впервые вышла в Третью лигу, где выступала в течение последующих шестнадцати сезонов. По итогам сезона 2005/06 «Пеликан» занял второе место в своей группе и вышел в плей-офф за выход в более высокий дивизион. Однако ловичане уступили клубу «Подбескидзе» с общим счётом 3:6. Позже, повторив прошлогодний успех в регулярном чемпионате, футболисты «Пеликана» сумели преуспеть и в плей-офф. Соперник — «Кмита» Забежув — был побеждён с агрегированным счётом 4:3. 2009 год стал наиболее успешным для команды на данный момент: в восточной группе Второй лиги клуб занял восьмое место.